# Bosco Costa
João Bosco da Costa (Itabaiana, 28 de setembro de 1950) é um administrador e político brasileiro.

## Política
Em 2018 foi eleito deputado federal por Sergipe.
Em 7 de fevereiro de 2025, o blog do portal G1 revelou que as conversas obtidas pela Polícia Federal do Brasil mostram como funcionava o suposto esquema de venda de emendas parlamentares indicadas pelos deputados do Partido Liberal, Josimar Maranhãozinho, Pastor Gildenemyr e Bosco Costa ao município de São José de Ribamar, Maranhão. Em 28 de fevereiro, a Primeira Turma do Supremo Tribunal Federal (STF) começou a julgar os deputados do PL, Josimar Maranhãozinho, Pastor Gildenemyr e Bosco Costa, denunciados por supostos desvios de dinheiro de emendas parlamentares. Em 11 de março, o Supremo Tribunal Federal (STF) decidiu por unanimidade tornar réus os deputados federais Josimar Maranhãozinho e Pastor Gil e o suplente Bosco Costa, ambos do Partido Liberal (PL) pelos crimes de corrupção passiva e organização criminosa.